# Edithe Léontine von Buchka
Edithe Léontine von Buchka, geb. Bernard, auch Lilli von Buchka (* 19. Oktober 1877 in Hamburg; † 31. August 1940 in Neustrelitz) war eine deutsche Schriftstellerin.

## Leben
Sie war die Tochter des französischenen Staatsbürgers und Überseekaufmanns Jules George Bernard sowie der Deutschrussin Helene Schubart, sie war Enkelin einer Italienerin. Schon in frühester Jugend verlor sie ihre Eltern und wuchs im Haus eines Vormunds auf.
Sie heiratete als 18-Jährige in Hamburg am 24. März 1896 den Juristen und mecklenburg-strelitzschen Landgerichtspräsidenten Johannes von Buchka (1865–1938). Beide lebten in Schwerin, ab 1914 in Rostock und schließlich ab 1918 in Neustrelitz. 1939 war Neustrelitz immer noch ihr Wohnsitz, Marienstraße 8. Aus der Ehe stammt der Sohn Fregattenkapitän Hansgeorg von Buchka (1899–1940), Offizier auf der Gneisenau, gefallen im Seegefecht vor den Lofoten, der mit Armgard Kathe (aus Köln stammend) den Sohn Hansjoachim von Buchka hatte, der Prokurist wurde. Edithe war u. a. die Schwägerin des Gerhard von Buchka und Karl von Buchka.

## Werke
Edithe Léontine von Buchka veröffentlichte eine Reihe von Gedichtsammlungen:
- Nach Sonnenuntergang.  Dresden: Pierson, 1904–1905
- Unter fallenden Sternen. Dresden: Pierson, 1905
- Gardez l’amour. Dresden: Pierson, 1906
- Wir Frauen weinen: Skizzen – Träume – Märchen. Dresden, [1908]
- Fata Morgana: das Schicksal einer Liebe. Schwerin: Stiller, 1924
- Per aspera ad astra! Ein deutsches Zeitbild. Schwerin: Stiller, 1924